# Elizabeth Barrett Browning

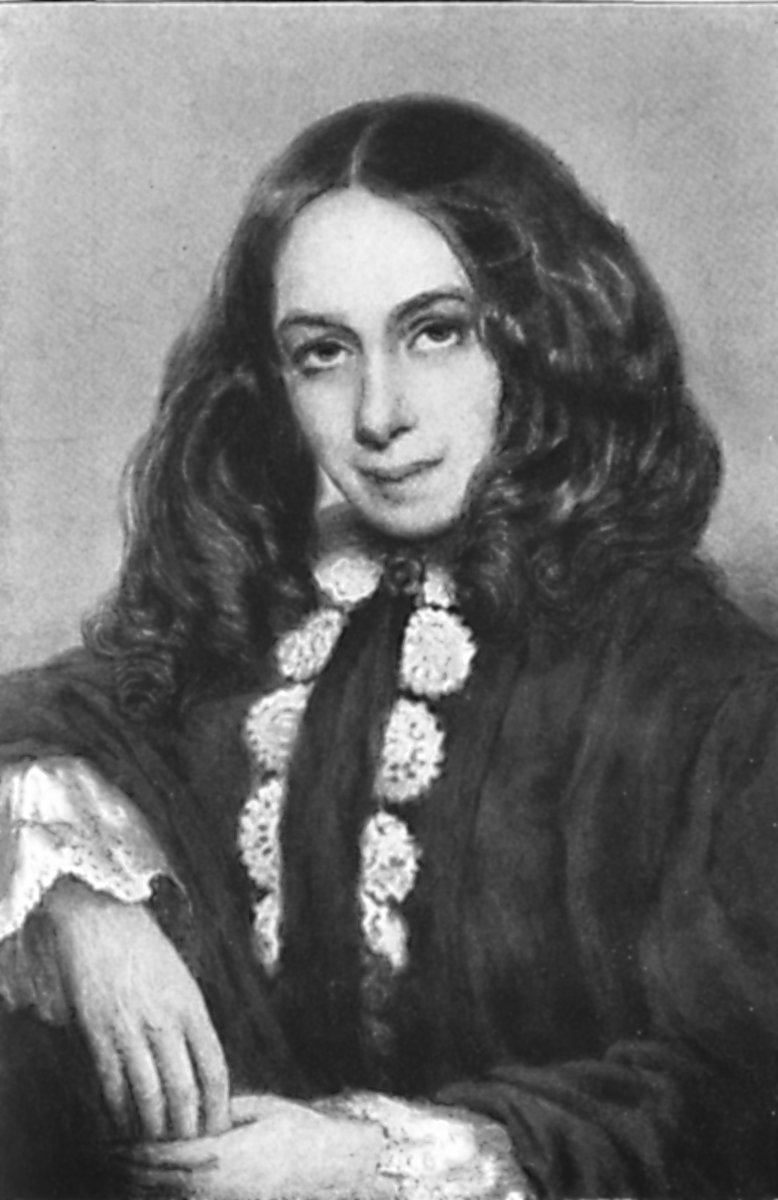
Elizabeth Barrett Browning.

Elizabeth Barrett Browning, född 6 mars 1806 mellan Coxhoe och Kelloe i County Durham, död 29 juni 1861 i Florens, Toscana, var en brittisk poet.

## Biografi
Elizabeth Barrett Brownings far, en rik affärsman och presbyterian som gjort sig en förmögenhet på en sockerplantage på Jamaica, var närmast en hustyrann. Familjen, som bestod av tolv barn, bodde på en stor egendom utanför Durham. Som barn råkade hon ut för en ridolycka, då hon föll av sin ponny. Hon skadade ryggraden och behandlades sedan av sin far som invalid. Hon hade inga egentliga problem med hälsan efter olyckan, men betraktades som "nervsjuk" och från 1821 ordinerades hon opium av familjens husläkare.
Hon var intresserad av litteratur, hade läst Shakespeares samlade verk och de grekiska och italienska klassikerna. Hon var i princip helt autodidakt, lärde sig latin, grekiska och till och med så mycket hebreiska att hon kunde läsa Gamla testamentet på originalspråket. Med åren blev hon fascinerad av Rousseau, Voltaire och Mary Wollstonecraft Shelley och deras kamp för mänskliga rättigheter. Hon var även mycket intresserad av metafysik. Som nittonårig gav hon ut en diktsamling och 1844 publicerades hennes Poems.
Fadern gjorde ekonomiska förluster i början på 1830-talet och flyttade till Wimpole Street i London. På grund av sin klenhet flyttade Barrett Browning 1837 tillsammans med en av sina bröder till Torquay i södra England, där klimatet ansågs gynnsammare. Brodern omkom i en drunkningsolycka, vilket blev en svår chock för henne. De följande åren tillbringade Barrett Browning sängliggandes, helt isolerad i sitt sovrum.
I början på 1840-talet började hon läsa den brittiske poeten Robert Brownings dikter och skrev ett brev till honom. Denne hade uppmärksammat hennes diktsamlingar, i synnerhet The Cry of the Children. De två började brevväxla och så småningom, i maj 1845, fick Browning tillåtelse att besöka henne.
Hon hade då varit sängliggandes i flera år och hennes huvudsakliga måltid bestod av en "äggtoddy", gjord på äggula och litet portvin. Deras första möte blev början till en djup vänskap som mognade till kärlek; den "sjukliga" Elizabeths hälsa blev märkbart förbättrad. Under Brownings uppvaktande av henne skrev hon ett av sina mest kända verk, Sonnets from the Portuguese (utkom 1847), under påverkan av Luís de Camões verk.
Av rädsla för hennes tyranniske far gifte paret sig i hemlighet i augusti 1846 och flydde sedan till Italien. Under resan över Alperna tog till och med den tidigare "sjukliga" Elizabeth kommandot över hästdroskan och satte sig på kuskens plats. Paret bosatte sig i Florens och deras äktenskap var mycket lyckligt; Barrett Browning födde en son, Robert, den 9 mars 1849. Hennes far gjorde henne emellertid arvlös.
Under åren i Italien skrev Barrett Browning flera politiska dikter. Hon engagerade sig i fattiga barns förhållanden och även i Italiens frihetskamp och enande. Hon beundrade Napoleon III, som ingav hopp om ett enat Italien. 1851 utgav hon diktsamlingen Casa Guidi Windows, som var uppkallat efter det hus i Florens där makarna bodde, och 1857 blankversen Aurora Leigh.
Barrett Browning avled 1861, i sin makes armar.
Några av hennes mest kända dikter är från  sonetterna Sonnets from the Portuguese, som hon skrev under den tid Robert Browning i hemlighet uppvaktade henne.

## Betydelse och i kulturen

### Film
Elizabeth Barretts vuxna liv fram till Italienresan har skildrats i två amerikanska filmer, båda med titeln The Barretts of Wimpole Street, med svensk titel Lågor i dunklet. I filmen från 1934 spelades titelrollen av Norma Shearer och i filmen från 1957 spelade Jennifer Jones motsvarande roll.

### Namngivningar
Barrett Browning Institute (öppnat 1896) i Ledbury är namngivet efter henne.
Nedslagskratern Browning på planeten Venus är uppkallad efter henne.